# ヴィルヘルム・ライヒ

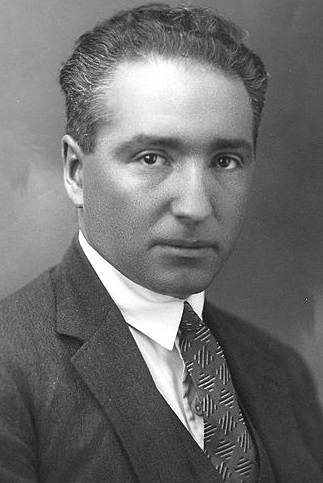
ヴィルヘルム・ライヒ

ヴィルヘルム・ライヒ（Wilhelm Reich、1897年3月24日 - 1957年11月3日）は、オーストリア出身の医学博士・精神分析家・精神科医。

## 人物
ジークムント・フロイト以降の第二世代の精神分析家の一員であり、フロイトの精神分析を信奉し、その古典的精神分析を今日的な自我心理学へと発展させた。『衝動的性格』（1925年）、『性格分析』（1933年）、『ファシズムの大衆心理』（1933年）などの影響力のある著作があり、精神医学史上最も急進的な人物の一人として知られている。
ライヒの性格に関する研究は、アンナ・フロイトの『自我と防衛のメカニズム』（1936年）の発展に寄与した。人は性的本能と外界に対して自己を防衛するために「性格の鎧」を着ると考え、性格分析を確立した。身体的要因に注目し、心的外傷体験（トラウマ）が身体を鎧のように強ばらせ、浅い呼吸に陥らせることに気付き、「筋肉の鎧」（身体の動きにおける性格の表れ方）という概念を作り、身心相関の考えに基づいた革新的で実践的な身体精神療法の諸技術の誕生に影響を与えた。
ウィーンで最初の性的助言クリニックを設立し、「治療ではなく予防によって神経症と戦いたい」と述べていた。1930年代には、精神分析とマルクス主義を調和させようと試みていた若い分析家やフランクフルトの社会学者達の潮流に属していた。彼の著作は何世代もの知識人に影響を与え、「性革命（セックス・レボリューション）」という言葉を生み出し、またはその誕生に一役買ったと言われている。1968年のパリとベルリンで学生が主導した五月革命の際には、学生たちは壁に彼の名前を落書きし、『ファシズムの大衆心理』の一文を警察に投げつけた
アメリカに移住後、生命エネルギーの概念として、「生命体 (organism)」と「オーガズム (orgasm)」を組み合わせ「オルゴンエネルギー」という造語を生み出した。1940年、彼はオルゴンを集めるというオルゴン集積器を作り、ガン患者に効果があると主張した。批判的な報道の後、アメリカ食品医薬品局は第一級詐欺罪であるとしてライヒを訴え、オルゴン集積器と関連文献の州内出荷を差し止めを命じ。1956年、差し止め命令を破ったとしてライヒに侮辱罪で2年の禁固刑を言い渡し、裁判所の命令で6トン以上の彼の出版物が焼却された。彼は1年後、心不全で刑務所で死亡した。

## 略歴

### 初期

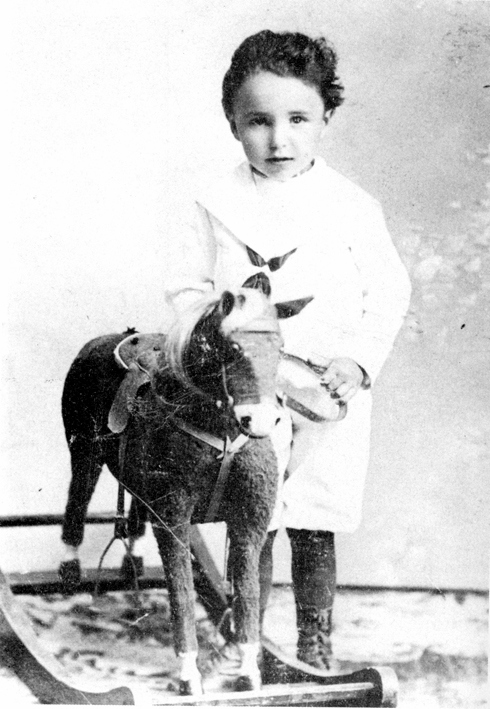
ライヒ、1900年

ライヒは、オーストリア・ハンガリー帝国領だったガリツィア地方のドブリャヌィチ（レンベルク近郊、現ウクライナ・リヴィウ州ペレムィシュリャーヌィ近郊）で、1895年にユダヤ教のラビの元で結婚した農夫レオン・ライヒとその妻ツェツィーリエ（旧姓ロニガー）の間に二人兄弟の長男として生まれた。ライヒの1年後に妹も生まれたが、幼少時に死亡した。彼の誕生後まもなく、一家はブコビナの村ジュジネッツに移り住み、父は母の叔父が借りていた牧場を経営していた。
父は厳格で権威主義的で、嫉妬深い人物だったといわれる。両親は共にユダヤ人であったが、子供たちをユダヤ人として育てることはしなかった。ライヒと弟のロベルトはドイツ語しか話せないように育てられ、ユダヤ人が使うイディッシュ語の言葉を使うと罰せられ、イディッシュ語を話す子供たちと遊ぶことを禁じられていた。
ライヒは12歳まで住み込みの家庭教師の元で学んでいたが、母親が彼と不倫していることに気が付いた。ライヒは、1920年に初めて発表した論文「Über einen Fall von Durchbruch der Inzestschranke」（近親相姦のタブーを破ったケースについて）で、この出来事について、まるで患者についてであるかのように三人称で書いている。夜、家庭教師の寝室に行く母親を尾行し、恥ずかしさと嫉妬を感じ、もし知っていることがばれたら殺されるのではないかと思い、父に話すと母を脅して自分とセックスさせようと思ったこともあると書いている。結局父に密告し、父は母に長期間暴力をふるい、1910年に母は自殺し、ライヒはそのことで自分を責めた。
ライヒはツェルノヴィッツにある男子校のギムナジウムに送られた。この頃、皮膚病の乾癬の症状が現れるようになり、その後一生彼を悩ませ、顔の赤らみの症状を指摘されることもあった。1914年に父親が結核で亡くなったが、インフレの影響で父親の保険が無価値になり、兄弟にお金が入ることはなかった。ライヒは農場を管理しながら勉強を続け、1915年に卒業した。その年の夏、ロシア軍がブコビナに侵攻し、ライヒ兄弟はすべてを失って逃亡した。ライヒは日記に「私は二度と祖国も財産も見ることはなかった。裕福な過去は何も残らなかった」と書いている。

### 1919年 - 1930年：ウィーン
第一次世界大戦中にオーストリア・ハンガリー軍に入隊し、1915年から1918年まで従軍した。最後の2年間はイタリア戦線で中尉として40人の部下を率いて戦った。終戦後ウィーンに向かい、ウィーン大学の法学部に入学したが、退屈に感じ、最初の学期で医学部に転向した。数週間前にオーストリア・ハンガリー帝国が崩壊し、新しくできたドイツ・オーストリア共和国は飢饉に見舞われていた。何も持たずにこの町に来たライヒは貧しい食生活をし、暖房のない部屋を弟ともう一人の学部生とシェアしていた。
彼の伝記を書いたマイロン・シャラフは、ライヒは医学を愛していたが、還元主義的・機械論的世界観と生命論的世界観の板挟みになっていたと書いている。ライヒはこの時期について、後にこう書いている。
私が学んだすべてのことの背後には、「生命とは何か」という問いがあった。…当時、医学の研究を支配していた機械論的な生命の概念が不十分であることは明らかだった…。生命を支配する創造的な力の原理は否定できないが、それが目に見えるものでない限り、記述したり実際に扱ったりすることができない限り、満足できるものにはならなかった。なぜなら、当然のことながら、これが自然科学の最高の目標であると考えられるためである。

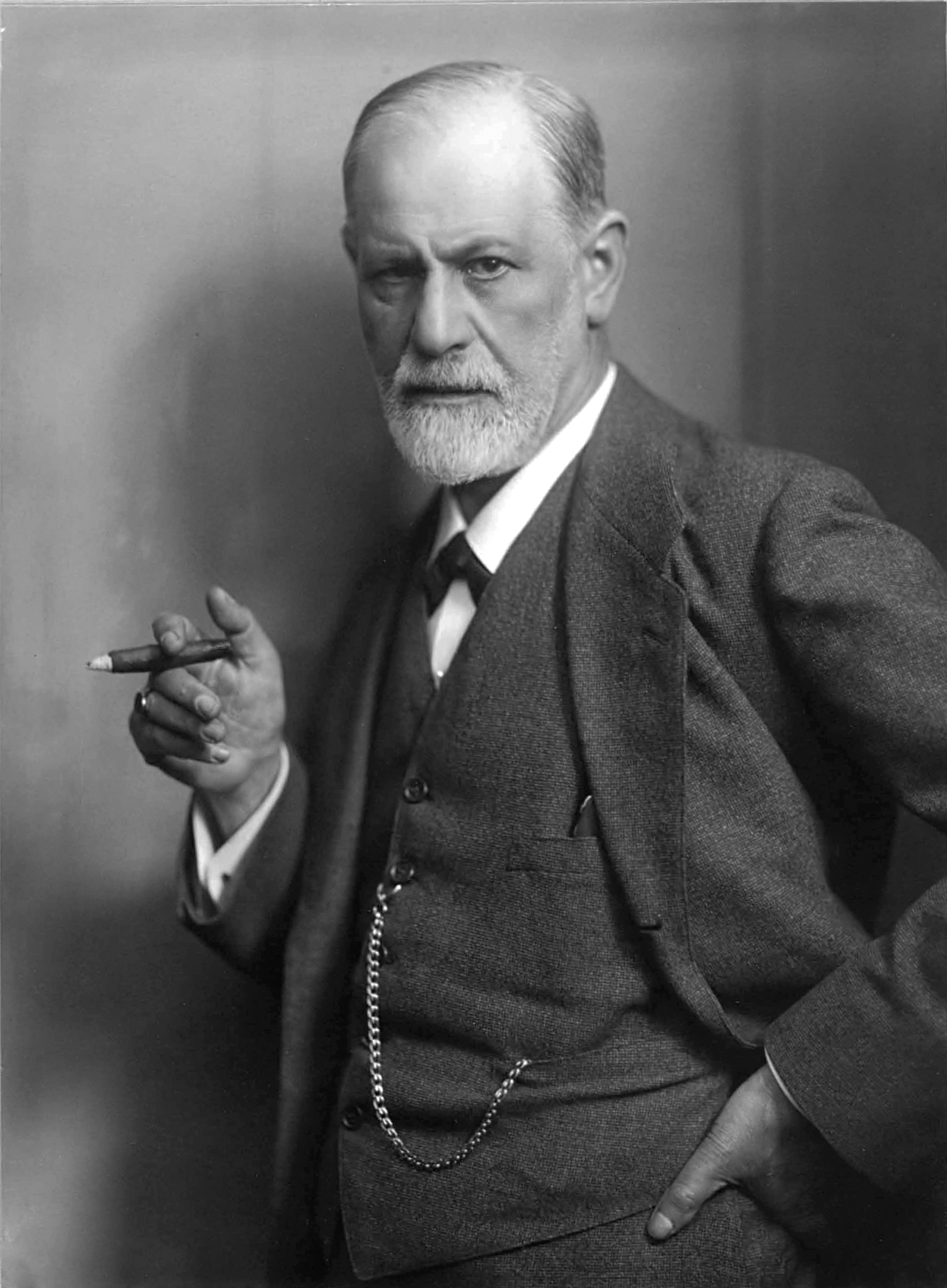
ジークムント・フロイト

ライヒは同じユダヤ系の精神分析家ジークムント・フロイトを敬愛し、1919年に、彼が性科学に関するセミナーのためにフロイトに読書リストを依頼した時に初めて会い、互いに強い印象を持つ。ライヒはまだ22歳の学部生であったが、フロイトは同年9月に分析患者との面会を許可し、わずかな収入を得るようになった。彼はウィーン精神分析協会のゲスト会員として受け入れられ、1920年10月に正会員となり、イシドール・サドガーのもとで独自の分析を始めた。彼はウィーンのアルセルグルト地区のフロイトの家の近所のアパートに住み仕事をした。
ライヒの最初の患者の一人は、19歳の女性ローレン・カーンで、彼はこの女性と私的な関係を持った。フロイトは、精神分析家は患者と私的な関わりを持つべきではないと警告していたが、精神分析の黎明期には、その警告は軽視されていた。ライヒの日記によると、カーンは1920年11月に体調を崩し、彼との密会のために借りた部屋で、極寒の中眠りにつき敗血症で亡くなった。大家も彼女の両親も会うことを禁じていた。
カーンの死の2ヵ月後、ライヒは彼女の友人であるアニー・ピンク (1902 - 1971) を患者として受け入れた。ピンクはライヒの4人目の女性患者で、18歳の医学生だった。ライヒは彼女とも関係を持ち、彼女の父親の強い希望で、精神分析家のオットー・フェニケルとエディス・ブクスバウムを証人に結婚した。この結婚により、エヴァ(1924 - 2008) とローレ（1928年生）の2人の娘が生まれ、のちに2人とも医師となり、ローレは精神科医、精神分析家となった。
従軍していたため、学士号と医学博士号を6年ではなく4年で修了することを許可され、1922年7月に卒業した。卒業後、市内の大学病院で内科を担当し、1922年から1924年まで同病院の神経・精神科クリニックで、1927年にノーベル医学賞受賞者のユリウス・ワーグナー＝ヤウレック教授の下で神経精神医学を研究した。

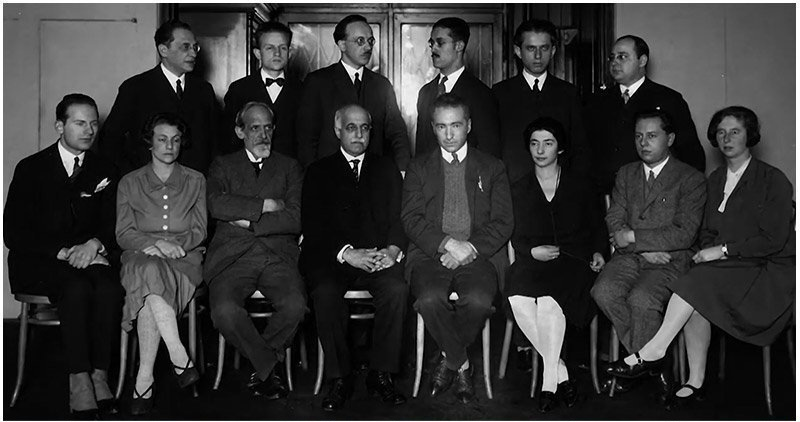
ウィーン外来診療所のスタッフたち、1922年。1番右が妻で精神分析家のアニー・ライヒ。左から5番目がライヒ。

1922年、エデュアルド・ヒッチマンが開設したフロイト派の精神分析外来クリニック「ウィーン外来診療所」で働き始めた。フロイトの指導のもと2番目に開設されたクリニックである。ライヒは1924年にヒッチマンの下で副院長となり、1930年にベルリンに移るまでそこで働き、1922年から1932年にかけて、第一次世界大戦のシェルショック（砲弾ショック、戦争神経症、戦闘ストレス反応）の患者をメインに、男性1,445人、女性800人に無料または低料金で精神分析を提供した。
シャラフは、ライヒが労働者、農民、学生との共同作業を通じて、神経症的な症状の治療から、混沌としたライフスタイルや反社会的な人格の観察へと移行していったと書いている。ライヒは、強迫性障害などの神経症状は、貧困や幼少期の虐待など、敵対的な環境をコントロールしようとする無意識の試みであると主張した。彼が「性格の鎧」(Charakterpanzer) と呼ぶそれは、防衛機構として機能するものであり、行動・会話・身体的振る舞いの繰り返されるパターンとして示される。エリザベス・ダントーによれば、ライヒは精神分析で神経症状を持つ人の抑圧された怒りを解放できると考え、診療所で精神病質者と診断された患者を探した。
ライヒは1924年にウィーンの精神分析研究所の教員になり、研修所長になった。ダントーによると、彼は診療所で毎週開催される技術セミナーで議長を務め、精神分析が無意識の性格特性（のちに自我の防衛機制として知られる）の検査に基づいて行われるべきと主張し、性格構造の理論に関する論文を発表し、高く評価された。1927年以降のセミナーには、のちに妻のローラ・パールズとゲシュタルト療法を発展させたフレデリック・パールズも参加していた。セミナーで話すライヒがいかに魅力的で雄弁に語っていたかという話が残されている。1934年のデンマークの新聞によれば、次の通りである。
彼が演台の周りを歩きながら話し始めた瞬間、ただうっとりするばかりだった。中世であれば、（魅力が過ぎるので危険視され）この人は追放されたことだろう。雄弁なだけでなく、そのきらめくような個性で聴衆を魅了し続ける。
1925年に最初の著書『Der triebhafte Charakter: eine psychoanalytische Studie zur Pathologie des Ich』（衝動的な性格：自我の病理に関する精神分析的研究）が出版された。診療所で出会った患者の反社会的人格の研究であり、人格の体系的な理論の必要性を説いたものであった。この本は彼の専門家としての評価を高め、フロイトは1927年に彼をウィーン精神分析学会の執行委員に任命するよう取り計らった。シャラフによれば、これは1922年にライヒの教育分析の第二分析官となり、彼を精神病質者とみなしていたポール・フェダーンの反対を押し切っての任命であった。ライヒはこの学会を退屈に感じ、「鯉の泳ぐ池の中の鮫のように」振舞ったという。
1924年からライヒは「オーガズムの効力」、すなわり、抑圧・トラウマにより緊張し固まった筋肉（筋肉の鎧）から感情を解放し、抑制されないオルガスムで自己を喪失する能力について、一連の論文を発表した。フロイトはこのアイデアをライヒの道楽と考え、彼の「趣味の馬」と呼んでいた。。
ライヒは、精神の健康と愛する能力は、リビドー（性的衝動）の完全な放出であるオーガズムの効力に依る（左右される）と主張した。「性行為における性的解放は、それに至る高揚と調和するものでなければならない。」「それはただ性交することではない…抱き合うこと自体でもなく、性器の挿入でもない。それはあなたの自我の喪失であり、スピリチュアルな自己全体という真に感情的な経験である。」彼は、オーガズムの効力こそが性格分析のゴールであると考えた。シャラフによると、ライヒの性格に関する研究が精神分析界で好評だったのに対し、オーガズムの効力に関する研究は当初から不評で、後に嘲笑にさらされた。彼は「より良いオーガズムの使徒」、「生殖のユートピアの創始者」として知られるようになった。
ライヒの弟は、1926年に父親と同じ結核で亡くなった。ターナーは、1920年代にはウィーンの死因の4分の1が結核だったと書いている。ライヒ自身も1927年に結核にかかり、その年の冬、スイスのダボスの療養所で数週間を過ごした。この療養所は、1945年頃に抗生物質が広く普及する以前に、結核患者が静養と新鮮な空気を求めて通った場所である。ターナーは、ライヒが療養をしたダボスで思想的、実存的な危機を経験し、春に帰国すると怒り狂い、偏執的になっていたと書いている。その数ヵ月後、ライヒとアニーは1927年7月ウィーン騒乱の現場にいた。この事件では、84人の労働者が警察に射殺され、600人が負傷した。この体験がライヒを変えたようであり、彼は人間の不合理さに初めて出会ったと書いている。彼はすべてを疑い始め、1928年にオーストリア社会民主党に入党した。
まるで殴られたように、それまで全く自然で自明のことと思われていた見解や制度の、科学的な無益さ、生物学的な無意味さ、社会的な有害さを、突如として認識するのである。これは、精神分裂病の患者が病的な形でしばしば遭遇する、一種の終末的な経験である。私は、精神分裂病という精神疾患には、社会的および政治的慣習の非合理性に対する洞察がつきものであると、信念を表明することさえできる。
当時30歳だったライヒは、ウィーンで労働者の射殺を目撃した影響もあり、マリー・フリショーフ（旧姓マリー・パッペンハイム）と共に、1927年に労働者階級（プロレタリアート）の患者を対象とする無料のセックス・カウンセリング・クリニックを、市内6カ所開設した。各クリニックは医師が監督し、3人の産科医と弁護士が勤務し、ライヒが「ゼクスボール」と呼ぶカウンセリングを提供していた。ゼクスボールは、ドイツ・プロレタリア性政治学研究所の略称である。ダントーによると、ライヒは「精神分析的カウンセリング、マルクス主義的アドバイス、避妊具」を共に提供し、若者や未婚者を含め、性に寛容であることの重要性を説き、他の精神分析医や政治左派を不安にさせた。診療所は、助けを求める人々ですぐに混雑するようになった。
ライヒは、他の精神分析医や医師と一緒に、移動診療車で公園や郊外に赴き、10代の少年や青年に語りかけ、婦人科医は女性に避妊具を用意し、リア・ラズキー（ライヒが医学部で恋した女性）は、子供たちに語りかけて性教育のパンフレットを一軒一軒に配布した。
1927年に『Die Funktion des Orgasmus（オーガズムの機能）』を出版し、フロイトに献呈した。1926年5月6日のフロイトの70歳の誕生日に、ライヒは原稿を贈った。ライヒがそれを手渡したとき、フロイトは特に感動した様子もなく、「そんなに厚いのか」と答え、2ヶ月かかって簡潔だが肯定的な返事の手紙を書いた。しかし、ライヒはフロイトに拒絶されたと感じた。フロイトは、問題はライヒが示唆したよりも複雑で、神経症の原因は一つではないと考えていた。フロイトは1928年に、精神分析医ルー・アンドレアス・ザロメ博士への手紙で、次のように書いている。
ライヒ博士は立派だが気性が荒く、自分の趣味の馬に熱中し、性のオーガズムがあらゆる神経症の解毒剤になると考えています。おそらく彼は、あなたのKの分析から、精神の複雑な性質を考慮に入れることを学ぶかもしれません。
1929年、ライヒは妻と共に講演旅行でソ連を訪れ、二人の子供の世話を精神分析医のベルタ・ボルンシュタインに任せた。シャラフによると、性的抑圧と経済的抑圧との関連性、そしてマルクスとフロイトを統合する必要性について、さらに確信を深めて帰国した。1929年に彼の論文「唯物弁証法と精神分析」は、ドイツ共産党の雑誌『Unter dem Banner des Marxismus』に発表された。この論文は、精神分析が唯物史観、階級闘争、プロレタリア革命と親和するかを検討したものであった。ライヒは唯物弁証法が心理学に適用されるならば、それらは親和すると結論付けた。これは、彼のマルクス主義時代の主な理論的発言の一つであり、他に『性道徳の出現』（1932年）、『青年の性的闘争』（1932年）、『ファシズムの大衆心理』（1933年）、『階級意識とは何か』(1934年）、『セクシュアル・レボリューション』（1936年）などがある。

### 1930年 - 1934年：ドイツ、デンマーク、スウェーデン

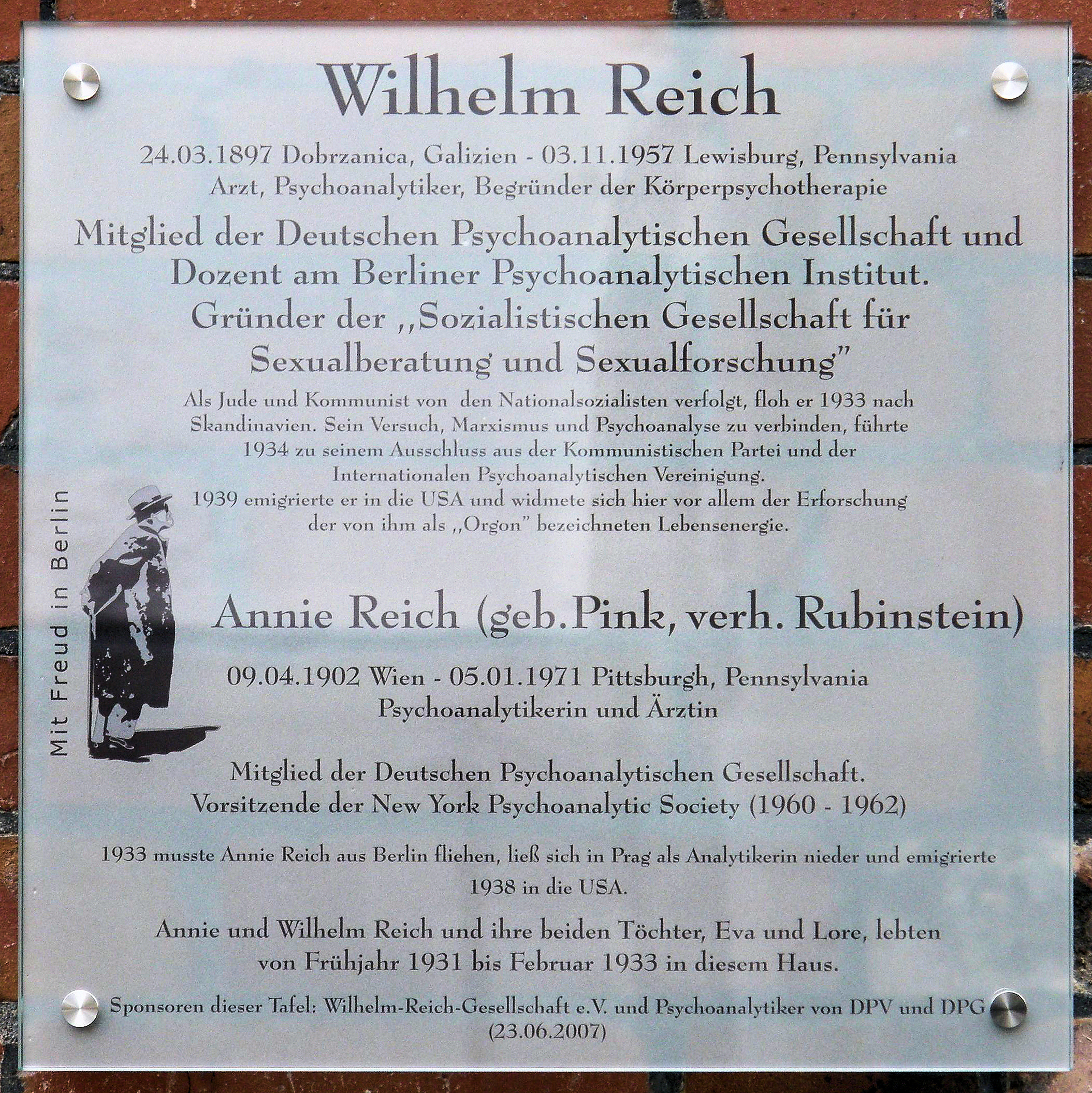
ベルリン・ヴィルマースドルフのシュランゲンバーダー通り87番地にある、1931-1933年にライヒが住んでいた家に掲示されたプレート

ライヒは1930年11月に、妻とともにベルリンに移り住んだ。1930年代には、精神分析とマルクス主義を調和させようと試みていた若い分析家やフランクフルトの社会学者達の潮流に属していた。この頃は初期フロイトの路線を強調した上で精神分析に政治的な視点をもたらし、精神分析とマルクス主義を結びつけようと試みた。労働者階級の地域に診療所を開設し、性教育を行い、パンフレットを出版した。ドイツ共産党に入党したが、彼のパンフレットの一つである Der Sexuelle Kampf der Jugend (青年の性的闘争、1932年。1972年にThe Sexual Struggle of Youthとして英語で出版）の出版が遅れたことに焦り、自分で Verlag für Sexualpolitik という出版社を設立し、パンフレットを作成することになった。
その後、ライヒは思春期の性愛を促進する会議に参加し、党はそのために、彼の資料を今後出版しないと発表した。1933年3月24日にフロイトから、国際精神分析出版社との『性格分析』の出版契約が解除されたと告げられた。シャラフは、これはほぼ間違いなく、ライヒの10代のセックスに対する姿勢のせいだったと書いている。
ライヒは1933年に、ロバート・S・コリントンが代表作と呼ぶ『Charakteranalyse: Technik und Grundlagen für studierende und praktizierende Analytike（性格分析）』を出版した。本書は1946年、1949年に改訂され、『Character Analysis』として英語で出版された。本書は、精神分析を性格構造の再構成へと向かわせようとしたものである。ライヒにとって、性格構造は社会的プロセスの結果であり、特に、核家族内で繰り広げられる去勢不安とエディプス・コンプレックスの反映だった。
レス・グリーンバーグとジェレミー・サフランによると、ライヒは、性格、感情のブロック、身体の緊張、あるいは彼が性格（あるいは筋肉／身体）の鎧（Charakterpanzer）と呼んだものとの間の、機能的同一性を示唆した。
ライヒは、筋肉の鎧は、患者のトラウマの歴史を内包する防衛であると提唱した。例えば、フロイトの顎の癌は、喫煙のせいではなく、筋肉の鎧のせいだとした。フロイトのユダヤ教では、衝動を表現するのではなく、「噛み砕く」ことを意味していた。鎧を開放すると、そもそもブロックの原因であった幼少期の抑圧の記憶がよみがえるのである。
ライヒはアニー・ライヒとの結婚期間中に何度か浮気をしたが、1932年5月に、ダンサーのエルザ・リンデンベルク（体操教師でボディワークのパイオニアのエルザ・ギンドラーの門下）と真剣交際を始め、1933年にアニーと離婚した。ヒトラーが首相に就任した1933年1月には、リンデンベルグとドイツで暮らしていた。同年3月2日、ナチスの新聞『フェルキッシャー・ベオバハター』が『Der Sexuelle Kampf der Jugend（青年の性的闘争）』に対する攻撃記事を掲載した。ライヒとリンデンベルクは、翌日ウィーンに向かった。ライヒはデンマーク共産党に入党していなかったが、1933年11月にデンマーク共産党から除名を宣言された。中絶の奨励、性教育、10代の患者の自殺未遂など、複数の苦情が寄せられた。ターナーによると、ライヒのビザが切れても、更新されなかった。
彼は、イギリスに定住したいと考え、英国の精神分析家の間で支援を得ようと、ロンドンでアーネスト・ジョーンズ、メラニー・クライン、ジョアン・リヴィエール、ジェームズ・ストラチェイに面接を受けた。彼らは、ライヒは「教育分析が十分ではない」と判断し、フロイトに対して解消されない敵意を抱いていると考えた。ジョーンズは、ライヒがイギリスに移住を希望していることについて、フロイトの娘のアンナ・フロイトに連絡を取り、彼女は1938年にこう書いている。「彼にはどこか、相手の視点を理解することをやめ、彼自身の世界に没入してしまう、そんな壁があるようです…彼は不幸な人です…このままでは、病気になるのではないかと心配です。」
ライヒとリンデンベルクは、代わりにスウェーデンのマルメに移り、ライヒはそこを「強制収容所よりまし」と評した。警察は、彼のホテルの部屋に患者が定期的に訪れるのは、彼がリンデンベルクに売春をさせているのではないかと疑い、二人は監視下に置かれた。政府はビザを延長せず、二人はデンマークに一時帰国することになり、ライヒは偽名で生活した。
1930年以降、ライヒは精神分析の範囲を超えてた治療を患者に行うようになった。ライヒは、患者がソファに横たわるとき、後ろ（伝統的な精神分析医の位置）に座るのではなく、向かい合わせに座り、分析家の定型の応答をするのではなく、患者に話しかけ、質問に答え始めた。彼は、精神分析がうまくいった後、患者の姿勢、体の状態が変わっていることに気づき、患者の体に触れることでコミュニケーションをとろうとし始めた。男性の患者には短パンまで、ときには全部脱いでもらい、女性の患者には下着まで脱いでもらい、身体の鎧をほぐすようにマッサージを始めた。特定の感情を引き起こすことを期待して、患者に感情を身体的にシミュレートするように依頼することもあった。
1933年に、集団心理学の見地から、ナチスに代表されるファシズムを、性的抑圧によるノイローゼ患者のサディスティックな表現と分析した『ファシズムの大衆心理』を上梓。ライヒ自身がユダヤ系ということもあり、ナチス・ドイツ政権から危険視された。
1934年8月にスイスのルツェルンで開催された第13回国際精神分析学会で、ライヒは「Psychischer Kontakt und vegetative Strömung」（「心理的接触と植物的流れ」）と題した論文を発表し、彼が性格分析的植物療法と呼ぶ治療法の原理を初めて発表した。 後に、彼の二番目の妻イルゼ・オレンドルフは、植物療法は「治療者による身体的な取り組み」で、患者に触れずに行う精神分析のメソッドに代替するものだと述べている。
このメソッドは、中立性という精神分析の原則を否定するものだった。ライヒは、精神分析的なタブーが患者の神経症的なタブーを強化すると主張し、患者が自分自身を人間として見ることを望んでいた。彼は、親指や手のひらで、顎や首、胸や背中、太ももを強く（そして痛く）押して、筋肉をほぐし、それによって人格の硬直状態を解消することを目指した。マッサージの目的は、抑圧を引き起こした幼少期の状況についての抑圧された記憶を取り戻すことだと書いていた。セッションがうまくいった場合、患者の身体を悦びの波が動いていくのが見え、ライヒはそれを「オーガズム反射」と呼んでいた。シャラフによれば、ライヒ療法の二つの目標は、セッション中にこのオーガズム反射を達成することと、性交中にオーガズムの効力を発揮することであったという。ライヒは一時、これを「オルガズム療法」と呼ぼうと考えたが、思いとどまった。
1934年8月に第13回国際精神分析会議が行われたが、ライヒはこの時まで、自分への批判のうねりに気が付くことはなかった。当時の国際精神分析協会はアンナ・フロイトが指導的立場にあったが、ライヒはこの会議で、フロイトの精神分析の理論よりも自分の革命的な政治・社会（共産主義）思想を優先させたとして、辞任を要求された。理論の相違が問題になっただけでなく、当時協会はナチスの勢力の拡大に対して、かなり宥和的だったのである。ターナーは、彼は会議場の外のテントでキャンプをし、ベルトに大きなナイフを挿していたと報告されており、ライヒは頭がどうかしてしまったという評判が固まっていた、と書いている。会長のアーネスト・ジョーンズも、ライヒに敵対し個人攻撃をしていたポール・フェダーンとマックス・アイティンゴンと一緒になって、ライヒに反旗を翻した。精神科医のグレーテ・L・ビブリンによれば、ポール・フェダーンは、「ライヒが出て行くか、私が出て行くかだ」とまで言っていた。ライヒの娘のローレ・ライヒ・ルービンは後に、アンナ・フロイトが父親を追い出したのだから、父親のキャリアが滅茶苦茶になったことに彼女は責任があると批判している。彼女が後に、彼の追放を後悔したという証拠もいくつかある。

### 1934年 – 1939年：ノルウェー
オスロ大学の心理学教授ハーラル・K・シェルデルップが、性格分析と植物療法についての講義をライヒに依頼して招待し、『ファシズムの大衆心理』出版の翌年の1934年10月、ライヒとリンデンベルクはノルウェーのオスロに移り、結局5年間滞在することになった。ライヒはノルウェーで、自分のオーガズム理論を生物学に基づいたものにしようと試み、フロイトが1890年代に提案したが放棄した考え、リビドーのメタファーが、実際には電気なのか化学物質なのかを探求した。ライヒは、オーガズムを単に機械的な緊張と緩和とみなすと、悦びを経験する人としない人がいる理由を説明できないと考えた。人が快楽を感じるために、緊張と緩和以外に何が欠かせないのか知りたかったのである。
ライヒは、オーストリアの性風俗・性科学の研究者フリードリヒ・クラウスの研究に影響を受けており、彼は論文「Allgemeine und Spezielle Pathologie der Person」（1926年）で、生体システムは電荷と放電のリレー的スイッチ機構であると論じていた。ライヒはエッセイ「Der Orgasmus als Elektro-physiologische Entladung」 (電気生理学的放電としてのオーガズム, 1934年)で、オーガズムはまさにこの生体電気の放電であり、機械的緊張（器官が液体で満たされ膨張する、勃起）→ 生体電荷 → 生体放電 → 機械的弛緩（還元）という「オーガズムの公理」を提案した。
1935年に、電気信号の波形を観測する装置オシログラフを購入し、ボランティアの友人や学生たちに取り付け、触れ合ったりキスをしたりしてもらい、情報を読み取る実験を行っていた。そのボランティアの一人が、後にドイツ首相となるウィリー・ブラントである。当時彼は、ライヒの秘書のガートルード・ガースラントと結婚し、ノルウェーに住んでナチス・ドイツに対する抗議運動を組織していた。ライヒは、オスロ近郊の精神病院の院長の許可を得て、緊張病性の人を含む患者の測定を行った。ライヒは1937年に、『Experimentelle Ergebnisse über die elektrische Funktion von Sexualität und Angst』（性と不安の生体電気的調査）の中で、オシログラフの実験について説明している。

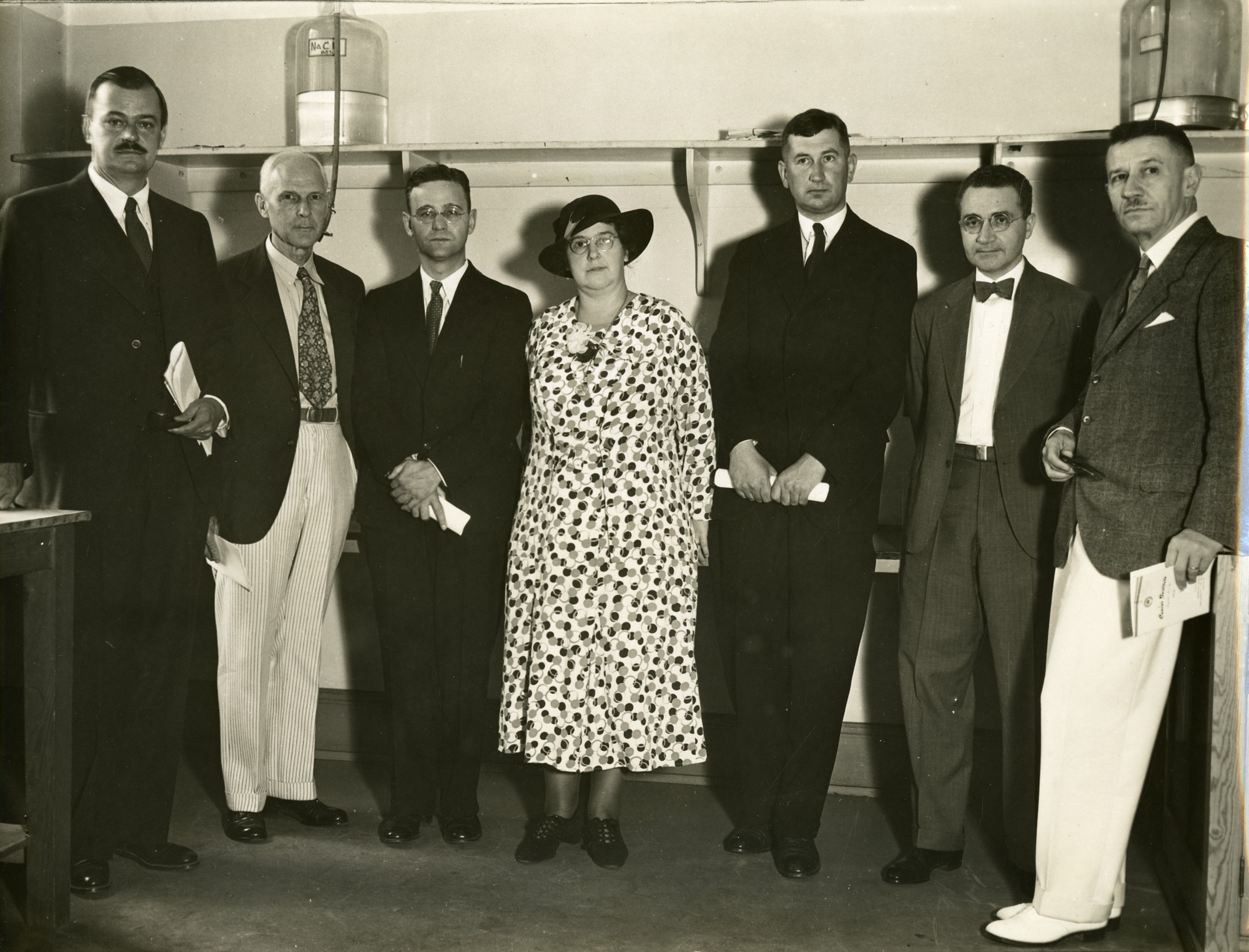
癌の専門家ライプ・クレイバーグ（右から3番目の人物）はライヒの主張を否定した

1934年から1939年にかけて、原生生物を対象に実験を行い、これをバイオン実験と呼んだ。1938年2月に、実験をまとめた「Die Bione: zur Entstehung des vegetativen Lebens」をオスロで発表した（1979年に英語版を出版）。彼は原生動物を調べ、草、砂、鉄、動物組織などを使って培養小胞を育て、煮沸して滅菌し、カリウムとゼラチンを加えた。ヒートトーチで白熱させたところ、明るく光る青い小胞が見えたと書いている。彼はそれを「バイオン」と呼び、生命と非生命の中間にある生命の原初的な形態であると考えた。ライヒは、冷却した混合物を増殖培地に注ぐと細菌（バクテリア）が発生すると書き、細菌が元々空気中や他の物質に存在しているという考えを否定した。自然発生説と生命の起源の項も記述がある。
ライヒは、青い小胞と、尖頭器のような形の小さな赤い小胞の2種類のバイオンを観察したと述べおり、前者を「PA-bion」、後者を「T-bacilli」と呼んだ。Tはドイツ語で死を意味する「Tod」の頭文字である。彼は、地元の病院から入手した腐敗した癌組織から「T-bacilli」を発見したとし、これをマウスに注射すると、炎症と癌を引き起こすと、著書「The Cancer Biopathy」（1948年）に書いている。老化や傷害によって細胞内の生命エネルギー（オルゴンエネルギー）が減少すると、細胞は「生物学的変性」を起こすと結論づけた。ある時点で致命的な「T-bacilli」が細胞内に形成され始めると考え、癌による死は、「T-bacilli」の急激な成長によって引き起こされると信じた。
1937年、ノルウェーの科学者たちは、ライヒのバイオン理論がナンセンスであると激しく批判した。ライヒはノルウェーの病理学者ライプ・クレイバーグに、自身が培養した「バイオン」を顕微鏡で観察することを依頼した。クレイバーグは、ライヒが使用した培地は確かに無菌であったが、自然発生したという細菌は普通のブドウ球菌であったと書き、ライヒの空気感染防止対策は万全ではなかったと結論づけた。クレイバーグは、ライヒが細菌学、解剖学の基本的事実を知らないと非難し、ライヒはクレイバーグが生きた癌細胞を顕微鏡で認識できなかったと非難した。ライヒは細菌のサンプルをノルウェーの生物学者、オスロ細菌学研究所のテオドール・ティヨッタに送ったが、彼も空気感染が原因であると判断した。これを受け、リベラル派の有力紙「Tidens Tegn」は、科学者や他の新聞社の後押しを受け、反ライヒキャンペーンを開始した。
ライヒのビザは1938年2月までに切れてしまったが、幾人かのノルウェーの科学者はビザの延長に反対し、クレイバーグは「もしライヒ博士をゲシュタポに引き渡すというのなら、私はそれと戦うが、まともな方法で彼を追い出すことができるなら、それが一番だろう」と語っていた。作家のシグルド・ホエルはこう問いかけた。「いつから、顕微鏡を覗いたことが強制送還の理由になったのだろうか。彼は訓練を受けた生物学者でもないというのに。」

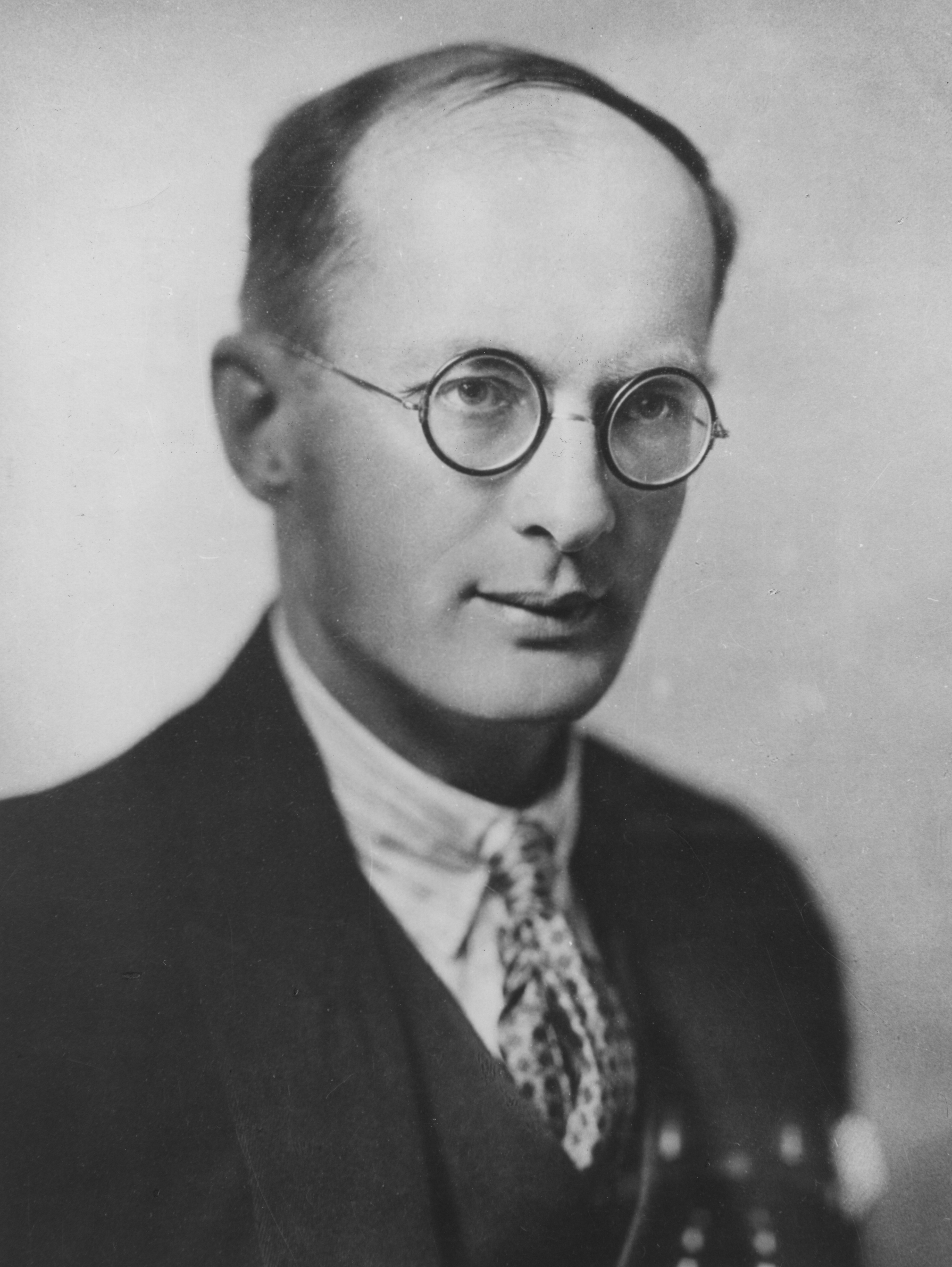
ブロニスワフ・マリノフスキはノルウェーの新聞にライヒを支援するレターを書いた。

ライヒは海外からの支援を受け、3月に人類学者のブロニスワフ・マリノフスキがノルウェーのメディアに、ライヒの社会学の著作は「科学への明確で貴重な貢献」であると書き、イギリスの進歩的な学校であるサマーヒル・スクールの創設者A・S・ニイルは、「ライヒに対するキャンペーンは、その多くが、無知で野蛮で、民主主義よりファシズムに近いようだ」と論じた。ノルウェーは知的寛容さを誇っていたので、1936年のレオン・トロツキーの追放に続いて、「ライヒ事件」はニューゴースヴォル内閣を窮地に追い込むことになった。妥協案としてライヒにビザが与えられたが、その後、精神分析を行う者にはライセンスが必要という勅令が出され、ライヒはそのライセンスを持つことが許されなかった。
この事件は1938年3月から12月にかけて注目を集め、ノルウェーの13の新聞に、彼の研究を非難する記事やレターが165以上掲載された。最も目立ったものは、国内最大の新聞「アフテンポステン」が1938年4月19日と21日に出したもので、クレイバーグとティヨッタの意見を掲載し、前者はライヒは細菌と解剖学について医学部の1年生より無知だと主張した。ライヒが詳細な対照研究を要求すると、クライバーグはライヒの研究はそれに値しないと答えた。この事件を通してライヒが公式声明を出したのは、バイオン実験を再現するための委員会を要求した時だけである。シャラフは、ライヒの仕事への反対は、彼の人格と人間関係に影響を与えたと書いている。彼は屈辱を受け、公の場は心地よいものではなくなり、自分を非難した研究者たちを苦々しく思った。
シャラフによると、1934年から1937年は、仕事上の問題はあったものの、ライヒの私生活では最も幸せな時期であったという。恋人のエルザ・リンデンベルクとの関係は良好で、彼女との結婚も考えていた。1935年に彼女が妊娠すると、当初は子供のために服や家具を買って大喜びしたが、ライヒはあまりに不安定な将来に不安を抱き、当時違法だった中絶をリンデンベルクに求め、彼女は深く苦しむことになった。二人はベルリンに行き、精神分析医のエディス・ヤコブソンが中絶の手配を引き受けた。
1937年、ライヒは同僚と結婚していた女優の患者と関係を持つようになった。シグルド・ホールによれば、関係のために分析が止まり、関係が終わると再び分析が始まるという状態になっていた。彼女はマスコミにばらすと脅したが、ライヒは自分と同じように彼女自身にも被害が及ぶと、思いとどまるよう説得した。同じ頃、ライヒは25歳のノルウェー人テキスタイル・デザイナーのゲルト・ベルガーセンとも関係を持っていた。
シャラフによると、ライヒに対する新聞のキャンペーンが加速するにつれ、リンデンベルグに激しく苛立つようになり、彼女が独立した人生を歩むことを許さなくなり、彼女が一緒に仕事をしていた作曲家にまで暴行を加えた。リンデンベルクは警察に通報することも考えたが、ライヒにこれ以上のスキャンダルは許されないと考え、断念した。彼の行動は二人の関係を悪化させ、渡米を決めたライヒが彼女に同行を求めると、彼女はこれを断わった。
ライヒは学説に対する批判を受け、渡米した。

### 1939年 – 1947年：アメリカ
アメリカではニューヨークに住んだ。ニュースクール社会研究所( New School for Social Research)において准教授の身分で医学心理学の教鞭をとる傍ら、A・S・ニイルに分析を行い、以後投獄期間中も含めて親しく交流を持った。

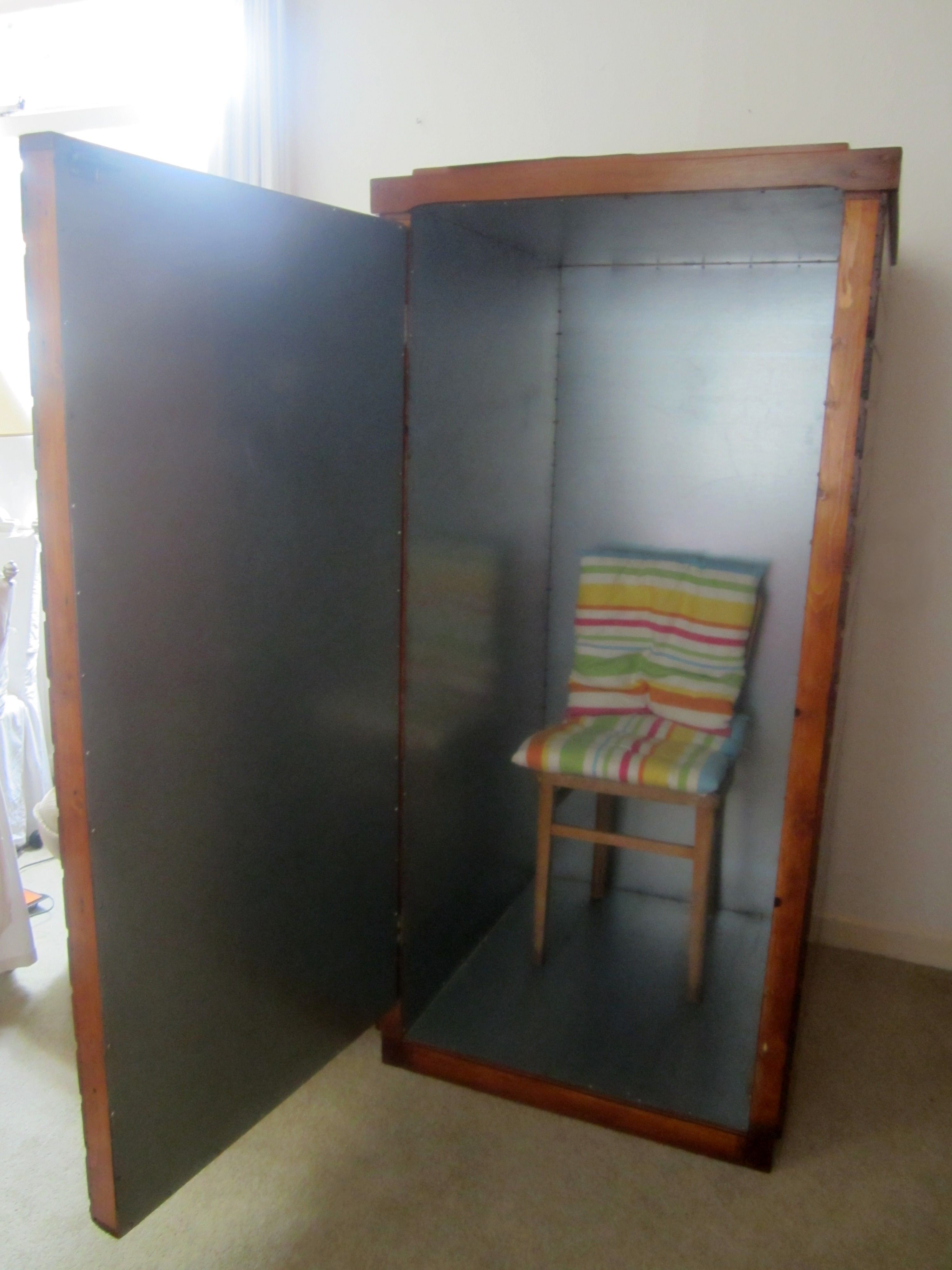
オルゴン・ボックス

アメリカに移住後、生命エネルギーの概念として、「生命体 (organism)」と「オーガズム (orgasm)」を組み合わせ「オルゴンエネルギー」という造語を生み出した。1940年にメーン州レーンジュエリーに転居、支援者によりオルゴン研究所「オルゴノン」でロバート・マッカローらとともにオルゴンの研究に取り組み、オルゴンを集めるというオルゴン集積器（オルゴン・アキュムレータ、オルゴン・ボックス）を作り始め、ファラデーケージを改造し、ガン患者に効果があると主張した。実験用のがんマウスをファラデーケージに入れておくと、顕著な効果があると考え、人間が中で座れるサイズのケージを作った。これがきっかけとなり、「セックスボックス（マスコミによるオルゴン集積器の蔑称）」で癌が治ったという新聞記事が出た。
この研究所で作られたものとして他に、オルゴン放射器のクラウド・バスターなどが挙げられる。
1951年1月にORANUR (Orgone Against Nuclear Radiation) 計画の実行を開始した。1951年に自著Cosmic Superimposition（「宇宙的重なり合い」の意）を刊行。オルゴン理論を天体へと適用した書である。
1947年に『ザ・ニュー・リパブリック』と『ハーパーズ・マガジン』に彼に関する2つの批判記事が掲載された後、1954年にFDA（米国食品医薬品局）により、オルゴン・ボックスの販売はがん治療機の不法製造販売にあたる、として裁判を起こされた。裁判所はオルゴン・ボックスの販売禁止を命じ、同時にライヒの全著作の出版の差し止めを命じた。オルゴン・エネルギー理論に触れていない他の著作群に関してまで出版差止め命令が出されたため、言論弾圧、焚書が行われた、との批判・論争が巻き起こった。
ライヒが命令に従わなかったため、1956年に連邦裁判所は法廷侮辱罪に当たるとして2年の禁固の刑、およびライヒの財団に1万ドルの罰金の刑を宣告した。ライヒは上告し保釈されたが、結局1957年に収監。11月3日にコネチカット刑務所において、仮釈放を申請する予定だった日に心不全で死亡した。

## 評価・影響
ライヒの思想は、精神医学史においては、フロイトの古典的精神分析を、今日的な自我心理学に展開するものとして理解されてきた。社会思想史において、性的欲望をめぐる精神分析の理論をマルクス主義と統合することを試み、「性の解放」によって社会や文化の変革を為そうとする革命思想またはファシズム批判の思想として捉えられ、社会運動史の文脈で論じられてきた。日本ではこの文脈の中で1960年代から70年代を中心に前期ライヒの著作が広く翻訳され読まれてきた。「性の解放」の思想として、フリーセックスの風潮が生まれた1960年代に大衆的人気を得て、日本でも「セクシュアル・レボリューション」として名前を馳せた。
ライヒの性格に関する研究は、アンナ・フロイトの『自我と防衛のメカニズム』（1936年）の発展に寄与した。
身体療法（body therapies、身体心理療法）は一般的にライヒのアプローチに基づいているが、彼の実践は後進の施術者たちによって多様化した。ライヒの筋肉の鎧（身体の動きにおける性格の表れ方）という考えは、フレデリック・パールズとローラ・パールズのゲシュタルト療法、アレクサンダー・ローウェンとジョン・ピエラコスのバイオエナジェティックアナリシス（バイオエナジェティクス）、アーサー・ヤノフの原初療法等の革新的な技術に影響を与えた。ライヒのフォロワーによる主要な流派の一つがバイオエナジェティクスであり、アレクサンダー・ローウェンはライヒの弟子の一人である。すべての身体療法の施術者（ボディセラピスト）が自分の仕事をスピリチュアルな観点から捉えているわけではないが、治療効果が観察されると何らかの生命力が解放されるという理解、身体と精神のつながりを総合的に重視したこと、東洋哲学への関心からヨーガのテクニックと身体療法の類似点を見つけたいという思いに駆られたこと等から、身体療法の一部は宗教的な色彩を帯びている。多くのセラピストとそのクライエントは、身体の操作によって何らかのスピリチュアルな調和も可能だと考えている。
アメリカの宗教学者ロバート・C・フラーは、ライヒは心理療法と代替医療における「身体ムーブメント」の最重要人物であり、この「身体ムーブメント」は現代アメリカのタントラの発展における重要な段階のひとつであると評している。ライヒは、身体に潜む性的エネルギーを「発見」してオルゴン・エネルギーと呼び、これは脊柱に沿って流れ、「身体の鎧」の7つの部分である「リング」が脊柱に沿って存在すると考えた。アメリカの宗教学者ジェフリー・クリパルが指摘しているように、彼のシステムは南アジアのタントラの主要な教義を要約したものとなっている。
物議をかもしたインド人グルのバグワン・シュリ・ラジニーシが開発した「ダイナミック（動的な）瞑想」や、教団で行われたグループ・セラピーは、ライヒに多大な影響を受けており、ラジニーシとライヒのつながりは、1970年代の多くの西洋の求道者にとって魅力的であり、インドの教団に彼らを引き寄せた。
ライヒに親和的な科学者としては、ハーバード大学医学部のマイロン・シャラフやマサチューセッツ工科大学のユージン・マローブなどが有名である。ライヒ派のアレクサンダー・ローウェンのバイオエナジェティックアナリシスは、東京大学医学部教授、東大付属病院心療内科科長の石川中や池見酉次郎らによって日本でも研究された。
研究者の奥村大介によると、オルゴン理論等の後期ライヒの思想は、狂気・妄想・錯乱の産物とみなされることもあり、一般に疑似科学とされており、精神医学史・社会思想史どちらにおいても忘れられている。明治大学の奥村大介は、十分な学問的検討の不足を指摘し、後期ライヒ思想を「生体エネルギー学説」として再検討している。

## 著作

### ドイツ語の著作
- Der triebhafte Charakter : Eine psychoanalytische Studie zur Pathologie des Ich, 1925
- Die Funktion des Orgasmus : Zur Psychopathologie und zur Soziologie des Geschlechtslebens, 1927
- Dialektischer Materialismus und Psychoanalyse, 1929
- Geschlechtsreife, Enthaltsamkeit, Ehemoral : Eine Kritik der bürgerlichen Sexualreform, 1930
- Der Einbruch der Sexualmoral : Zur Geschichte der sexuellen Ökonomie, 1932
- Charakteranalyse : Technik und Grundlagen für studierende und praktizierende Analytiker, 1933
- Massenpsychologie des Faschismus, 1933 (original Marxist edition, banned by the Nazis and the Communists)
- Was ist Klassenbewußtsein? : Über die Neuformierung der Arbeiterbewegung, 1934
- Psychischer Kontakt und vegetative Strömung, 1935
- Die Sexualität im Kulturkampf : Zur sozialistischen Umstrukturierung des Menschen, 1936
- Die Bione : Zur Entstehung des vegetativen Lebens, 1938
- Rede an den kleinen Mann, 1945

### 英語の著作
- American Odyssey: Letters and Journals 1940-1947 (posthumous)
- Beyond Psychology: Letters and Journals 1934-1939 (posthumous)
- The Bioelectrical Investigation of Sexuality and Anxiety
- The Bion Experiments: On the Origins of Life
- The Function of the Orgasm, 1942, translated by Theodore P. Wolfe
- The Cancer Biopathy (1948)
- Character Analysis (translation of the enlarged version of Charakteranalyse from 1933, translated by Theodore P. Wolfe)
- Children of the Future: On the Prevention of Sexual Pathology
- Contact With Space: Oranur Second Report (1957)
- Cosmic Superimposition: Man's Orgonotic Roots in Nature (1951)
- "Concerning Specific Forms of Masturbation" (essay)
- Ether, God and Devil (1949)
- Genitality in the Theory and Therapy of Neuroses (translation of the original, unrevised version of Die Funktion des Orgasmus from 1927)
- The Invasion of Compulsory Sex-Morality (translation of the revised and enlarged version of Der Eindruch der Sexualmoral from 1932)
- Listen, Little Man! (1948, translated by Theodore P. Wolfe)
- The Mass Psychology of Fascism (translation of the revised and enlarged version of Massenpsychologie des Faschismus from 1933, translated by Theodore P. Wolfe)
- The Murder of Christ (1953)
- The Oranur Experiment
- The Orgone Energy Accumulator, Its Scientific and Medical Use (1948)
- Passion of Youth: An Autobiography, 1897-1922 (posthumous)
- People in Trouble (1953)
- Record of a Friendship: The Correspondence of Wilhelm Reich and A.S. Neill (1936–1957)
- Reich Speaks of Freud (Interview by Kurt R. Eissler, letters, documents)
- Selected Writings: An Introduction to Orgonomy
- Sexpol. Essays 1929-1934 (ed. Lee Baxandall)
- The Sexual Revolution (translation of Die Sexualität im Kulturkampf from 1936, translated by Theodore P. Wolfe)
- The Einstein Affair (1953)

### 邦訳
- 『弁証法的唯物論と精神分析学』ユリネッツ (Jurinetz, W) 共著、今井末夫訳、ロゴス書院、1931年
- 『性格分析 -その技法と理論』小此木啓吾訳、岩崎書店〈現代精神分析双書〉1964年、岩崎学術出版社〈現代精神分析双書〉1966年
- 『性と文化の革命』中尾ハジメ訳、勁草書房、1969年
- 『セクシュアル・レボリューション - 文化革命における性』小野泰博・藤沢敏雄共訳、現代思潮社、1970年、新装版 1977年
- 『ファシズムの大衆心理』（上下巻）平田武靖訳、せりか書房〈せりか叢書〉、1970年、ISBN 978-4796700306
- 『宇宙・生命・エゴ - ライヒは語る』M・ヒギンス、チェスター・M・ラファール共編、小野泰博訳、現代思潮社、1972年
- 『性道徳の出現』片岡啓治訳、情況出版、1972年
- 『青年の性的闘争』山崎カヲル訳、イザラ書房、1972年
- 『衝動的性格』片岡啓治訳、イザラ書房、1973年
- 『階級意識とは何か』久野収訳、三一書房〈三一新書〉1974年
- 『性の革命 -完訳』安田一郎訳、角川書店〈角川文庫〉1974年
- 『未来の子どもたち - 性の病理を防ぐために』M・ヒギンス、チェスター・M・ラファール共編、幾島幸子訳、思索社〈未来のこども〉1986年
- W・ライヒ著作集

『オルガスムの機能』渡辺武達訳、太平出版〈W・ライヒ著作集1〉1970年、新版 1973年
『性道徳の出現』片岡啓治訳、太平出版社〈W・ライヒ著作集2〉1976年
『きけ小人物よ!』片桐ユズル訳、太平出版社〈W・ライヒ著作集3〉1970年
『キリストの殺害』片桐ユズル・中山容訳、太平出版社〈W・ライヒ著作集4〉1979年
『弁証法的唯物論と精神分析』片岡啓治訳、太平出版社〈W・ライヒ著作集8〉1972年

### 注
1. ↑  エリザベス・ヤング＝ブルーエル（英語版）, 2008年: 「アンナ・フロイトより1歳半若いライヒは、研修所の最年少講師であり、後に『性格分析』という本で紹介される精神分析技法の授業は、同時代のグループ全体にとって極めて重要であった。」[4]
リチャード・スターバ（精神分析医）1982年：「この本（『性格分析』）は今日でも精神分析技法の優れた入門書として役立っている。私の考えでは、ライヒの「抵抗」に対する理解と技術的アプローチは、アンナ・フロイトの『自我と防衛のメカニズム』（1936年）への道を用意した。」 (1936)."[5]
ハリー・ガントリップ, 1961年: 「…1930年代半ばの重要な書籍として、ヴィルヘルム・ライヒの『性格分析』（1935年）とアンナ・フロイトの『自我と防衛のメカニズム』（1936年）の2冊が挙げられる。」[6]
2. ↑  エンサイクロペディア・ブリタニカ, 2015年: 「1956年から1960年にかけて、彼の著作や機材の多くがFDA当局によって押収・破壊された。21世紀には、この大規模な破壊は米国史上最も露骨な検閲の一例とも考えられている。」[14]
ジェームズ・ストリック（科学史家）, 2015年: 「1956年と1960年に、アメリカ政府の将校は、オーストリア生まれの科学者ヴィルヘルム・ライヒの本や科学機器の焚書を監督した。これは、アメリカにおける検閲の中でも最悪なものの一つであった。ニューヨークの出版者ロジャー・ストラウスは、自社ファーラー・ストラウス・ジルー社で1960年からライヒの出版物をすべて復刊させた理由を、その後何十年にも渡りこのように何度も語っているのである。」[15]
3. ↑  マイロン・シャラフ（英語版）, 1994年: シャラフは、ライヒの教育分析を担当したシャーンドル・ラドー（英語版）の「油断のならない精神病的過程」という診断により、ライヒの人格と見解が「危険」とみなされ、フェダーンはライヒを「精神病質者」とみなしたと書いている。アニー・ライヒとオットー・フェニケルも同意見であるという[42]

クリストファー・ターナー（英語版）, 2011年: 「20年代後半からライヒを執行委員から排除しようと働きかけていたポール・フェダーンが、今度はライヒを「女性患者全員と寝ているサイコパス」とまで言い出したのである。「ライヒが去るか、私が去るかのどちらかだ」と彼は言った。1930年にライヒに「軽い偏執病（パラノイア）的傾向」にあると述べたシャーンドル・ラドーは、今度は当時の分析で「油断のならない精神病的過程」の兆候を観察したと主張し、フェダーンも後に、ライヒの分析で「初期の精神分裂病」がみられたと主張した。」[43]
4. ↑  フロイトの手紙:「親愛なるライヒ博士、かなり時間はかかりましたが、あなたが私の記念日に贈ってくれた原稿をようやく読みました。この本は貴重で、観察と考察に富んでいると思います。ご存知のように、私は、神経衰弱の問題を、性の優位性の欠如に基づいて説明し、解決しようとするあなたの試みに、反対しているわけではありません。」[56]
5. ↑  1951年にラジウムとオルゴンの研究中に発生したというオラナーとデッドリーオルゴン（DOR）の雲をなくすために発明したと言われる。なお、後の1954年にライヒ自身がUFOを目撃した際にはDORを利用した侵略者の宇宙人の宇宙船と直感し、クラウド・バスターでUFOを撃墜する必要性を訴えていた。[要出典]。
6. ↑  ライヒには精神分裂病（統合失調症）の可能性が疑われたため精神鑑定が行われたが、（オルゴンにまつわるいくつかの妄想的な言動を除けば）ほぼ正常だったといわれる[要出典]。